# Jemva
Jemva (oroszul: Емва) város Oroszországban, Komiföldön, a Knyazspogoszti járás székhelye.
Lakossága: 14 570 fő (a 2010. évi népszámláláskor).

## Fekvése
Sziktivkartól 130 km-re északkeletre, a Vim (a Vicsegda mellékfolyója) jobb partján fekszik. Neve a folyó nevéből származik, melyet a helyi lakosság Jemva néven ismer. A folyónév egy hanti hanti szó (емэнг, vagyis 'szent') és a komi ва (vagyis 'folyó') összetételéből alakult ki.
Vasútállomás (Knyazspogoszt) a Komiföldet délnyugat–északkeleti irányban átszelő (Kotlasz–Vorkuta vasúti fővonal Mikuny–Szosznogorszk közötti szakaszán. A városon vezet át a Sziktivkart és Szosznogorszkot, illetve Uhtát összekötő P-25 (R-25) jelű közút.

## Története
1985 óta város, addig Zseleznodorozsnij (vagyis 'vasutas') néven városi jellegű település volt. Az 1930-as évek közepén hozták létre Knyazspogoszt falunál, az építendő vasút, illetve vasútállomás mellett. Az Északi Vasútvonalat a Gulag foglyai építették, és itt volt a vasútépítő lágerek egyik központja. Az állomás 1942-ben készült el.
A Vim túlsó, bal partján található Knyazspogoszt (orosz nyelven: Княжпогост) falu, melyet először az 1490. évvel kapcsolatban említenek írott források. Egykor valószínűleg a Vim-menti fejedelmek központja volt. (A „knyazs-, knyaz” jelentése 'herceg, fejedelem'.) A faluba a vasútállomásról csak csónakon, illetve télen a befagyott folyón lehet átjutni.

## A mai város
Farostlemezgyára az eladatlan készletek és az adósságok miatt leállt, de 2013 végén újrakezdte a termelést.
Helytörténeti múzeumán kívül 2003-ban külön múzeumot rendeztek be a sztálini önkény Knyazspogoszti járási áldozatainak emlékére.

## Népesség
- 1959-ben 13 706 lakosa volt.
- 1979-ben 15 936 lakosa volt.
- 1989-ben 18 782 lakosa volt.
- 2002-ben 16 739 lakosa volt.
- 2010-ben 14 570 lakosa volt,  melynek 70,8%-a orosz, 17,8%-a komi, 5,7%-a ukrán és 1,7%-a fehérorosz.